# Delfines kaland
A Delfines kaland 2011-ben bemutatott, igaz történeten alapuló amerikai filmdráma, amelyet Charles Martin Smith rendezett.
A forgatókönyvet Karen Janszen és Noam Dromi írták. A producerei Richard Ingber, Broderick Johnson és Andrew A. Kosove. A főszerepekben Harry Connick Jr., Ashley Judd; Nathan Gamble, Kris Kristofferson, Cozi Zuehlsdorff és Morgan Freeman láthatók. A film zeneszerzője Mark Isham. A film gyártója az Alcon Entertainment, forgalmazója a Warner Bros. Pictures. Amerikában 2011. szeptember 23-án, Magyarországon 2011. október 20-án mutatták be a mozikban.
Folytatását, a Delfines kaland 2.-t 2014. szeptember 12-én mutatták be.

## Cselekmény
Sawyer Nelson talál a parton egy halászhálóba gabalyodott delfint, és különleges kapcsolat alakult ki közöttük. Sajnos sem a partra érkező orvosok, sem mások sem tudnak segíteni a kis delfinborjún. Így amputálni kell a farokuszonyát.
De e létfontosságú végtag nélkül egy delfin nem élhet sokáig. Amikor Sawyer unokabátyja, Kyle katonai kórházba kerül, Sawyer megismerkedik egy orvossal, Dr. Cameron McCartyval. A doktor eddig emberi végtagprotéziseket gyártott a betegeinek, most először egy állatnak is gyárt protézist. A delfin az új farokúszójával ugyanúgy tud úszni, mint egy rendes, farkuszonyos delfin, és a gerincferdülése is meggyógyul.

## Szereplők
| Szereplő                        | Színész            | Magyar hang      |
| ------------------------------- | ------------------ | ---------------- |
| Sawyer Nelson                   | Nathan Gamble      | Ducsai Ábel      |
| Winter, a delfin                | Winter             | eredeti hang     |
| Dr. Clay Haskett                | Harry Connick Jr.  | Széles Tamás     |
| Lorraine Nelson                 | Ashley Judd        | Bertalan Ágnes   |
| Reed Haskett                    | Kris Kristofferson | Rajhona Ádám     |
| Dr. Cameron McCarthy            | Morgan Freeman     | Reviczky Gábor   |
| Alyce Connellan                 | Kim Ostrenko       | Takács Andrea    |
| Max Connellan                   | Jim Fitzpatrick    | Törköly Levente  |
| Hazel Haskett                   | Cozi Zuehlsdorff   | Nyári Liza       |
| Mr. Doyle                       | Ray McKinnon       | Rajkai Zoltán    |
| Kyle Connellan                  | Austin Stowell     | Szatory Dávid    |
| Gloria Forrest                  | Frances Sternhagen | Kassai Ilona     |
| Phoebe                          | Austin Highsmith   | Kovács Patrícia  |
| Philip J. Hordern               | Tom Nowicki        | Végh Péter       |
| Horgász a tengerparton          | Richard Libertini  | Cs. Németh Lajos |
| Sandra Sinclair                 | Ashley White       | Törtei Tünde     |
| Vansky edző                     | Rus Blackwell      | Huszár Zsolt     |
| Fitch                           | Marc Macaulay      | Faragó András    |
| További magyar hangok           |                    |                  |
| Kapácsy Miklós, Kis-Kovács Luca |                    |                  |

## A film és a valós események közötti különbségek
A filmben Wintert (Winter a delfin neve) a Honeymoon Island Beach partján, Dunedinben találja meg egy halász és Sawyer segítségével megmenti. A valóságban Wintert a Mosquito Lagoon-ban találták meg, a New Smyrna strandtól délre. A Hubbs-SeaWorld Kutatóintézet kutatócsoportja hamar reagált a bejelentésre. Teresa Mazza-Jablonski kutató 7 órán át Winterrel maradt a vízben. Wintert először a helyi tengeri kutatóközpontba vitték, majd átvitték Clearwaterbe.
A filmben Winter farkát amputálták a kötélbe való beakadás okozta fertőzés miatt. A való életben a farok vérellátása megszűnt a kötéllel való beakadás miatt és a farok nagy része leszakadt, ezért csak egy apró darabot amputáltak le.
A filmben Winter farkának megalkotása néhány hétig tartott, és egy veteránügyi adminisztrátor orvos a vakációja alatt dolgozott rajta. A való életben a megfelelő farok kidolgozása néhány hónapot vett igénybe. A műfarkat Kevin Carroll és Dan Strzempka fejlesztette ki.

## Gyártás
A Delfines kalandot 3D technikával készítették. A forgatás kezdete 2010. szeptember elején volt. Elsősorban a floridai Pinellas megyében forgattak, fő helyszíne a Clearwater Marine Aquarium volt. További kiemelt helyszínek: Admiral Farragut Akadémia, Honeymoon Island, Tarpon Springs és a Bay News 9 stúdiója.

## Filmzene
- "World Gone Crazy" – The Doobie Brothers
- "Knee Deep" – Zac Brown Band ft. Jimmy Buffett
- "Sh-Boom" – The Chords
- "Everything Happens To Me" – írta Tom Adair és Matt Dennis
- "Ride of the Valkyries" – Magyar Rádió Szimfonikus Zenekara
- "I'm Yours" – Jason Mraz
- "Line Dance" – Michael Wells és David Fowler
- "Second Guessin" – Jerry King & The Rivertown Ramblers
- "Kings Road A" – írta Jens Funke és Josef Peters
- "Made for Dancing" – Ron Keel
- "Safe" – Westlife

## Forgalomba hozatal
A Delfines kalandot 2011. szeptember 23-án mutatták be Észak-Amerikában a Warner Bros. Pictures és az Alcon Entertainment forgalmazásában. A filmet 3D-s és 2D-s formátumban is vetítették. Az első héten harmadik helyen 19,2 millió dollárral nyitott Az oroszlánkirály 3D-s újbóli kiadása és a Pénzcsináló mögött. A második hétvégén már az első helyen volt, csupán 27%-os visszaeséssel. 2012. január 5-től a film 72 286 779 amerikai dollárt termelt az Egyesült Államokban és Kanadában, valamint 23 117 618 dollárt termelt világszerte, így összesen 95 404 397 dollárt termelt. A filmet DVD-n és Blu-ray-n is kiadták, valamint megtalálható az iTunes Store-ban és a Google Play Store-ban.

## Fogadtatás
A Rotten Tomatoes oldalán 111 kritikus 81%-os értékelést adott a filmnek; az átlagos értékelés 6,5 / 10. A webhely kritikus beszámolója a következő: "A Delfines kaland komoly és kedves, egy ritka családi film, amelyet mind a gyerekek, mind a szülők élvezhetnek. A Metacritic 100-ból 64 beszámolót ad, 31 értékelés alapján. A CinemaScore megkérdezett közönsége ritka "A +"-ot adott a filmnek A + -F skálán.

## Jelölések
| Díj                | Kategória                                               | Jelölt(ek)       | Eredmény | Forrás |
| ------------------ | ------------------------------------------------------- | ---------------- | -------- | ------ |
| Young Artist Award | A legjobb fiatal férfi főszereplő egész estés filmben   | Nathan Gamble    | Jelölve  | [ 14 ] |
| Young Artist Award | A legjobb fiatal női mellékszereplő egész estés filmben | Cozi Zuehlsdorff | Jelölve  | [ 14 ] |

## Folytatás
A Delfines kaland 2. című filmet 2014. szeptember 12-én mutatták be.